# Хумсал

План села Рибачого до 1944 року. Показано гору Сайнин-Бурну.

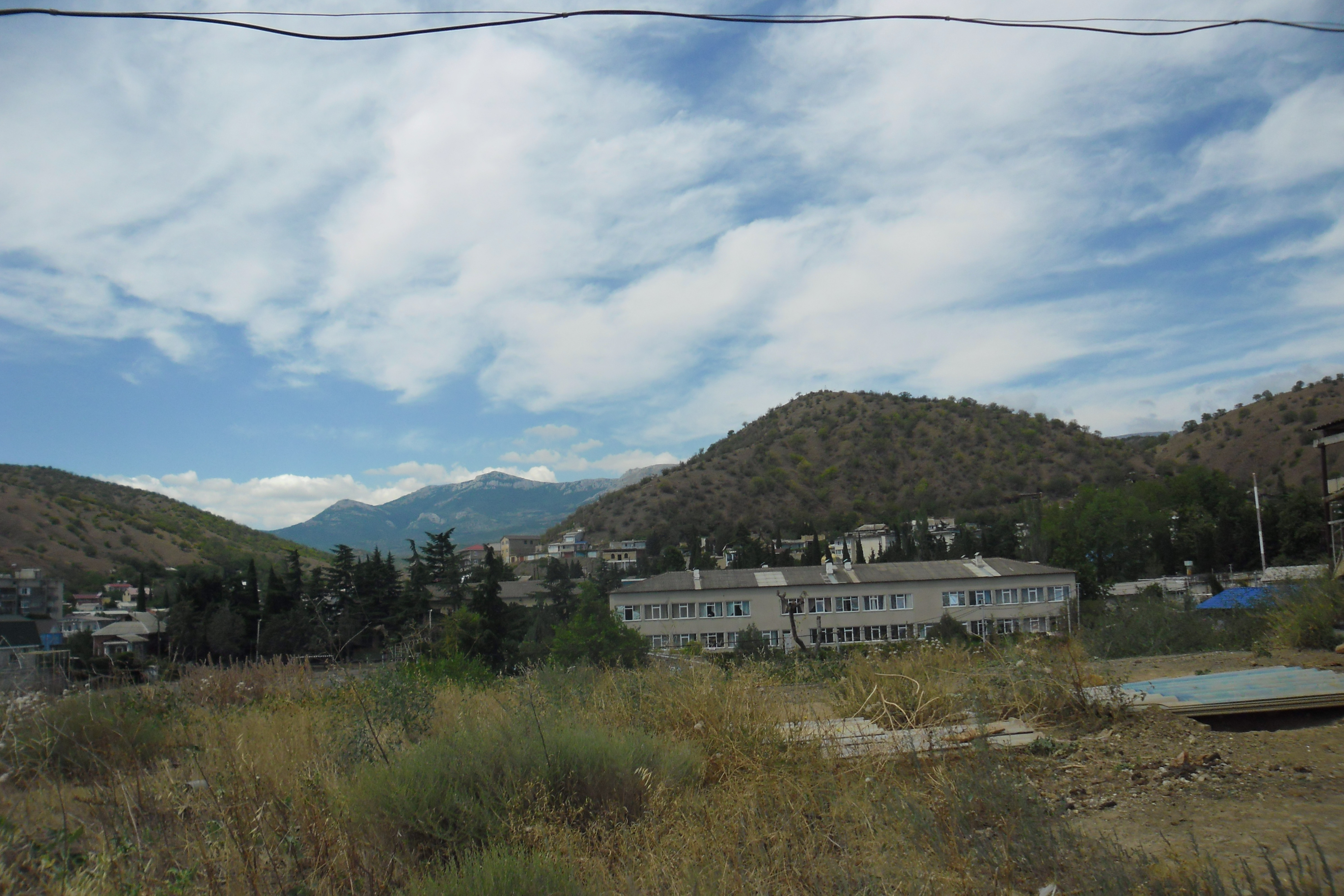
Гора Хумсал. Знімок з нп Рибаче.

Хумсал (крим. Humsal) — куполоподібна гора на південному березі Криму. Висота 239 м. Поросла рідколіссям. На північ від селища Рибаче (Алушта.), практично примикає до північних околиць селища.